# AM 738 4to
AM 738 4to ou Edda oblongata est un manuscrit islandais daté d'environ 1680. Il est aujourd'hui à la charge de l'Institut Árni Magnússon, à Reykjavik. Il contient 13 pages avec 23 illustrations de la mythologie nordique. « Edda Oblongata » fait référence à sa forme inhabituellement longue par rapport à sa largeur.

## Galerie

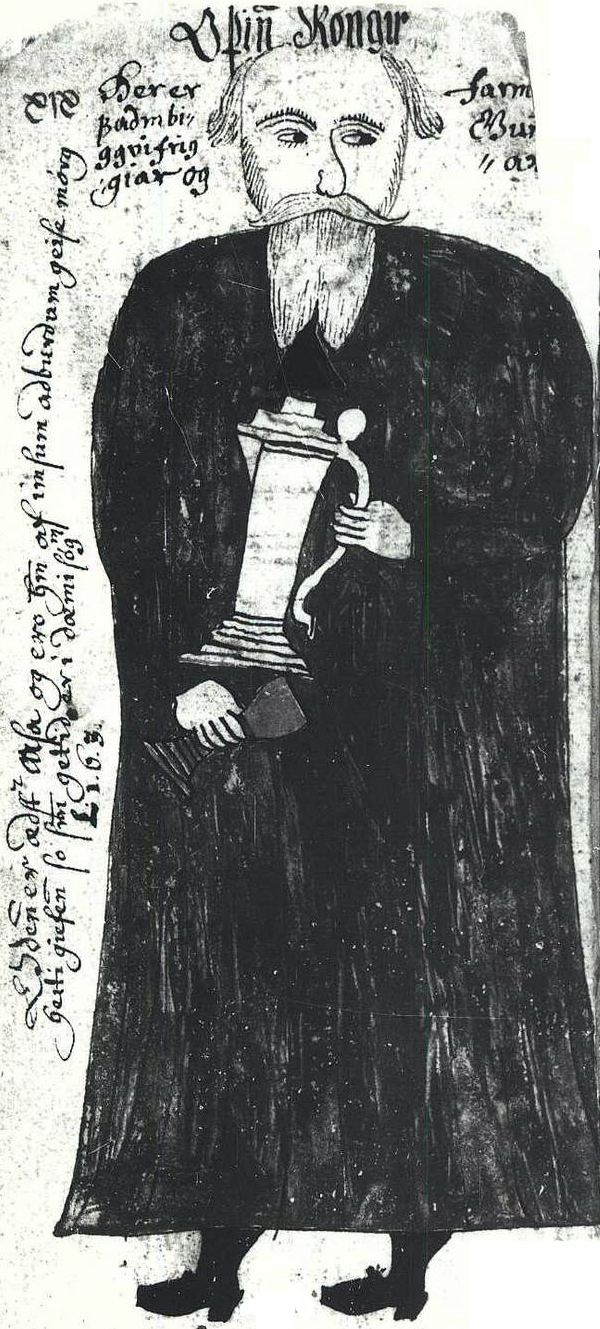
Odin
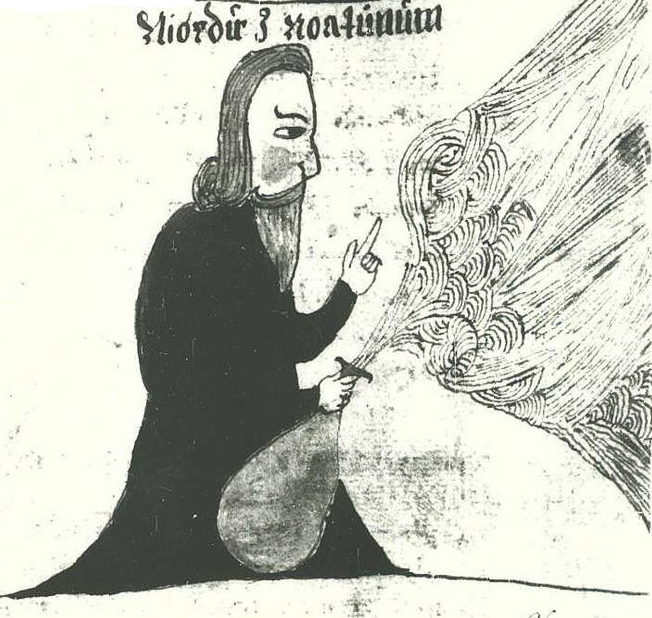
Njörðr
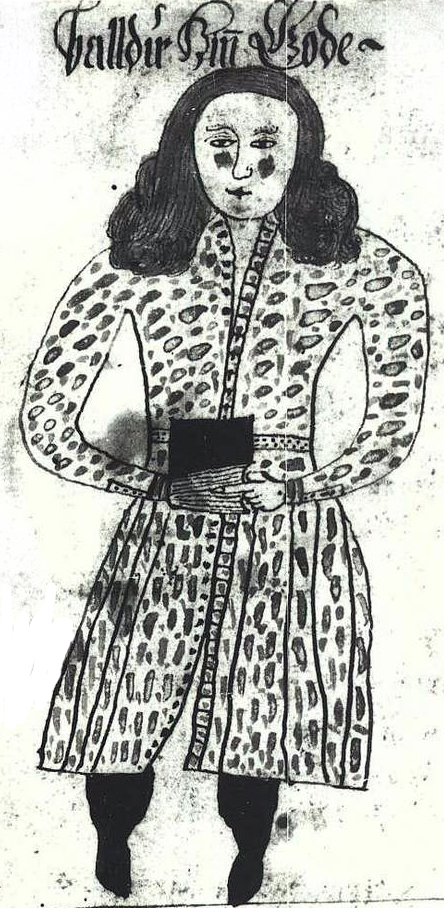
Baldr
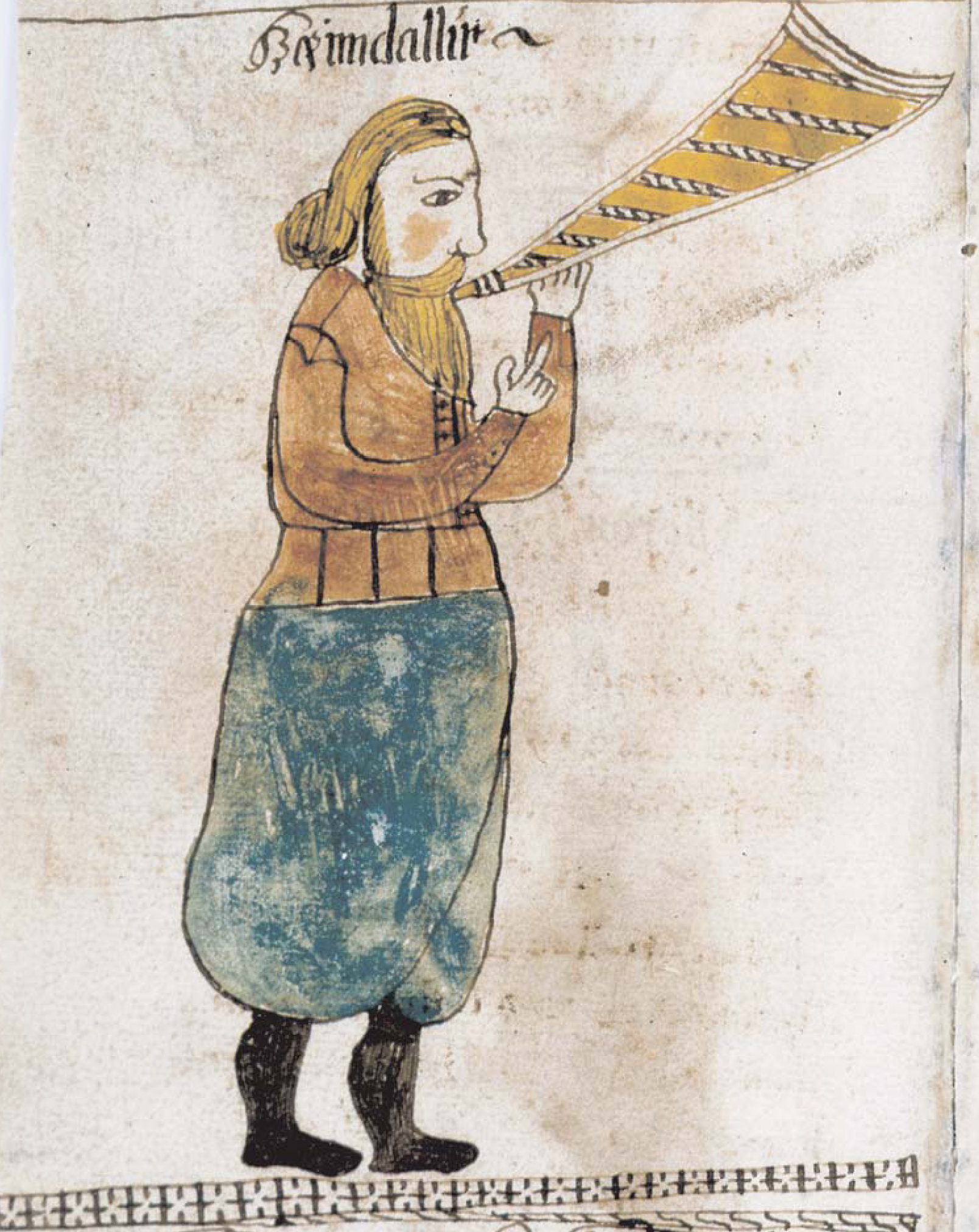
Heimdallr
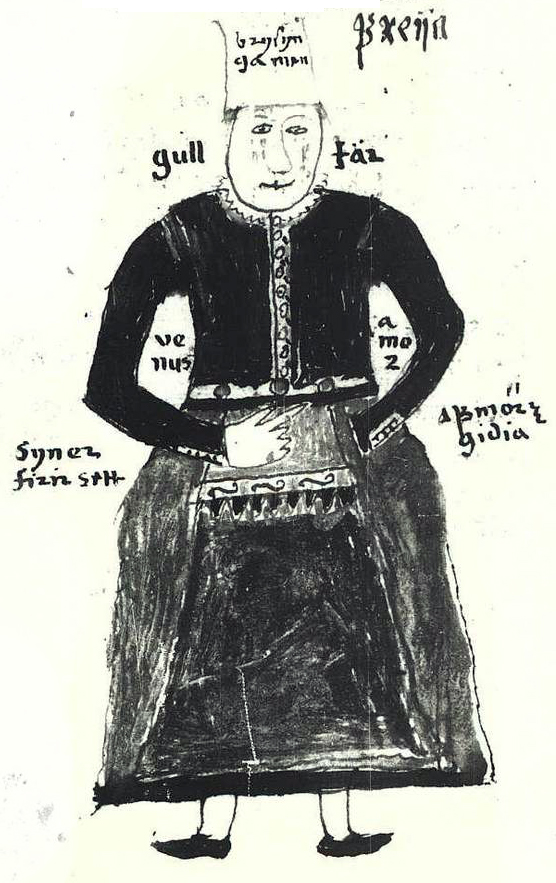
Freyja
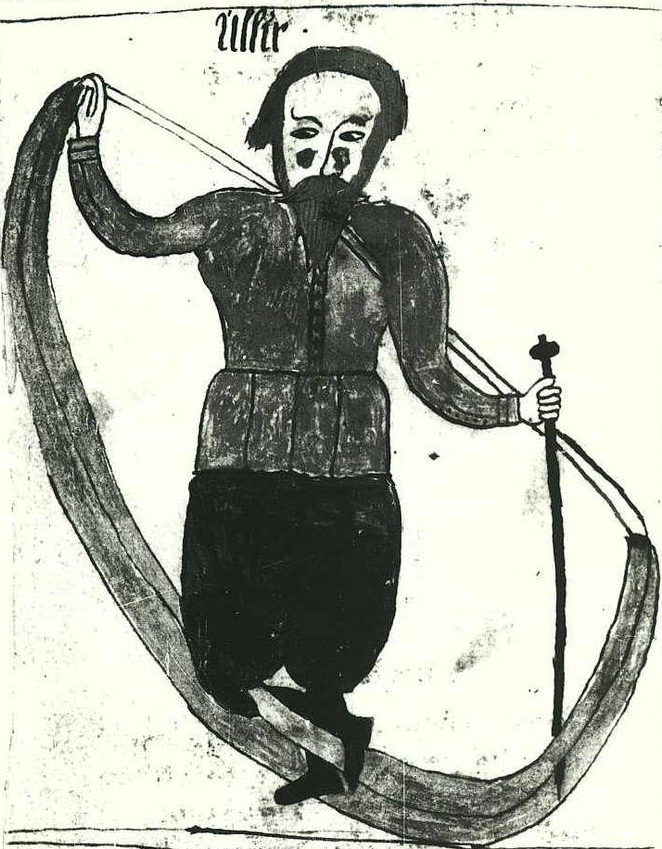
Ullr
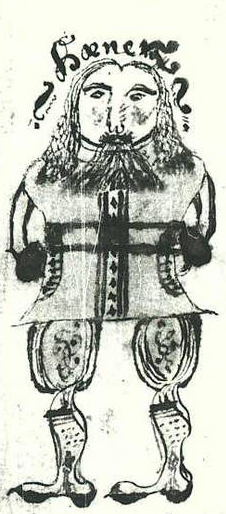
Hœnir
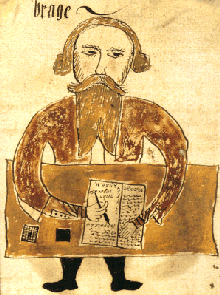
Bragi
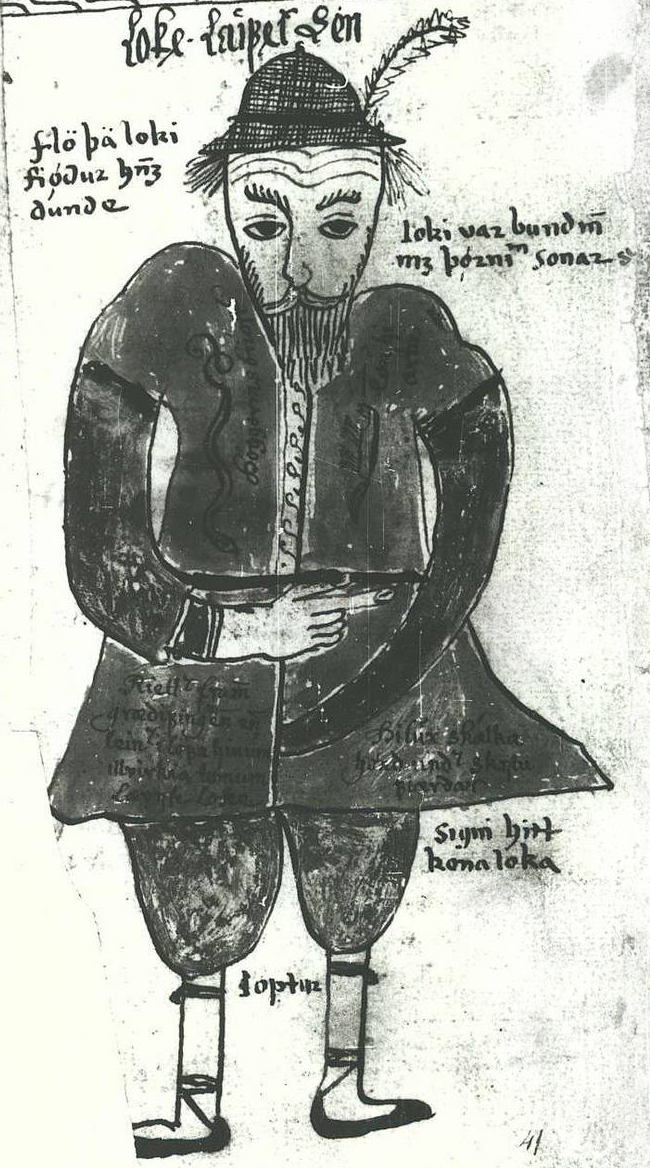
Loki
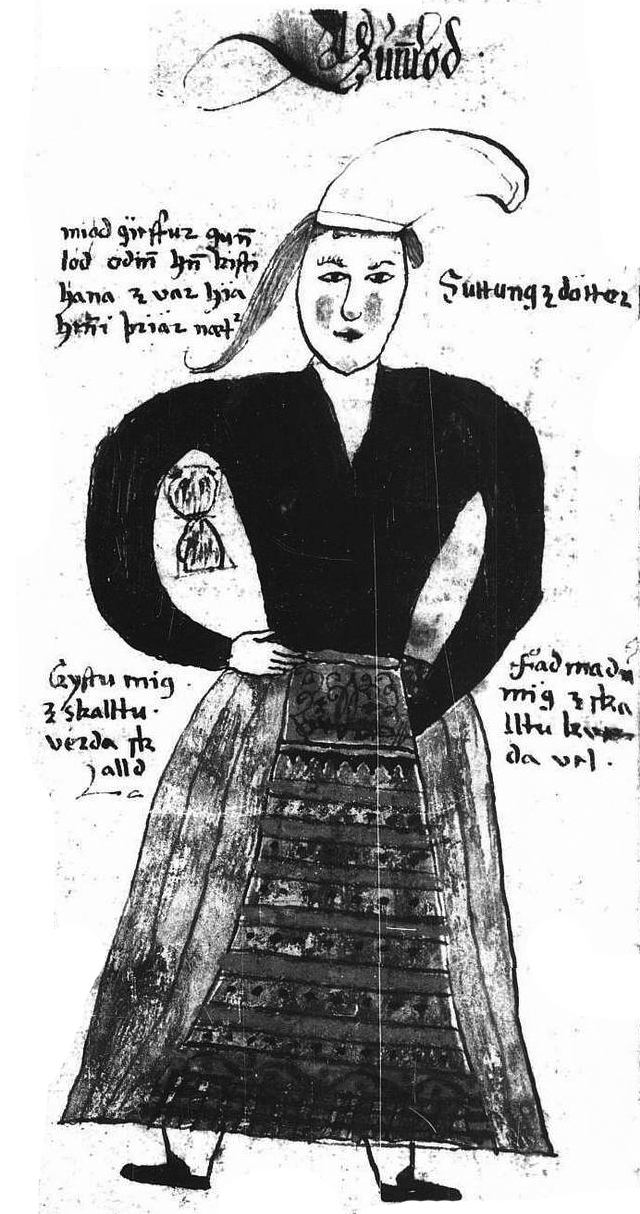
Gunnlöð
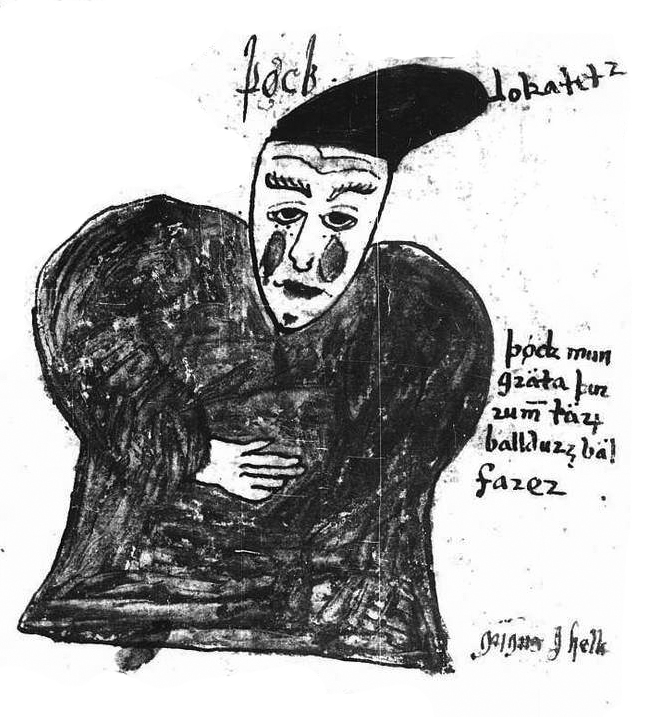
Þökk
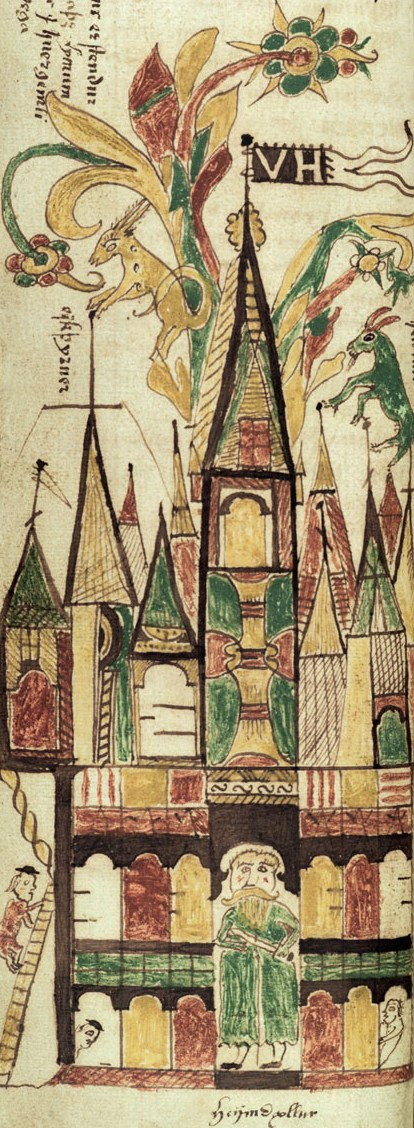
Valhöll
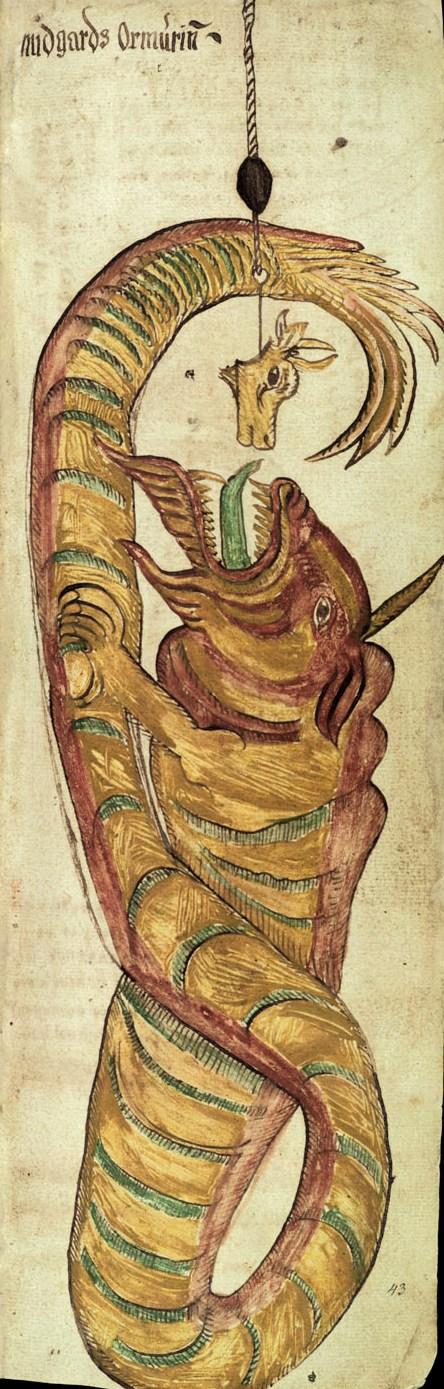
Jörmungandr
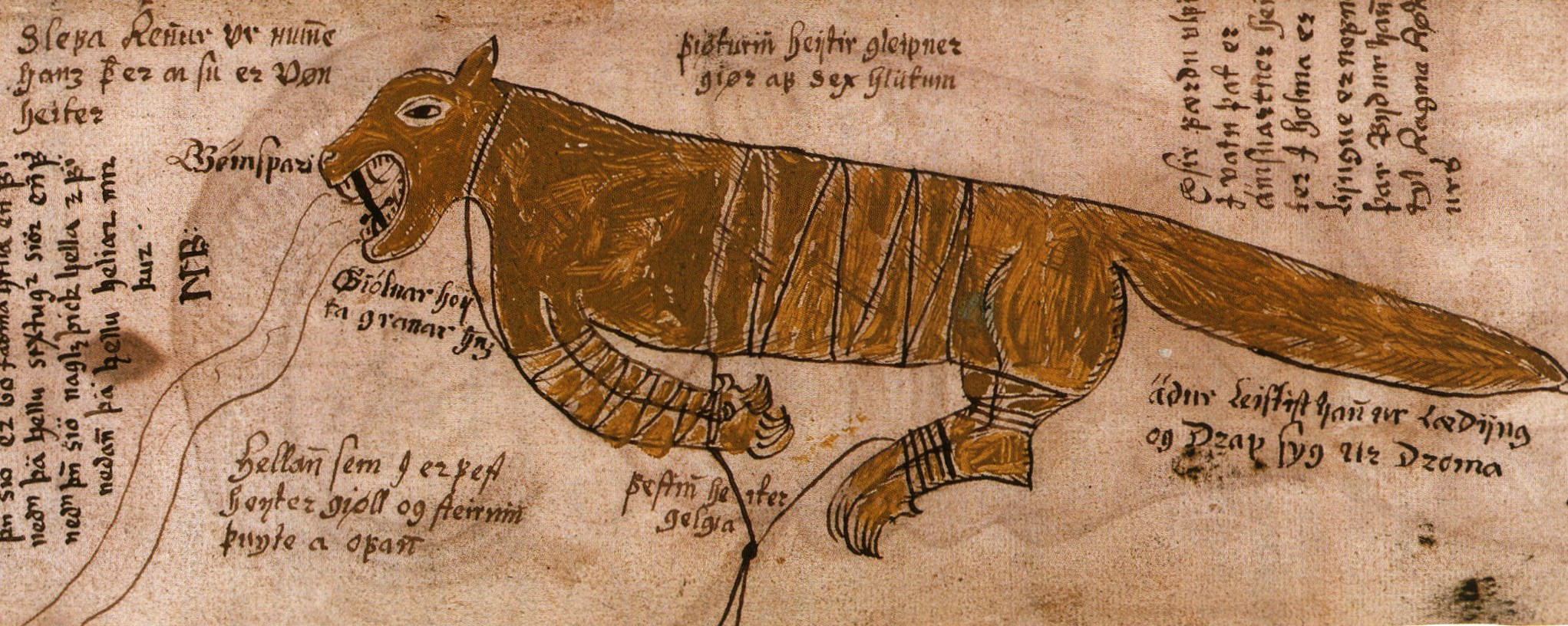
Fenrir
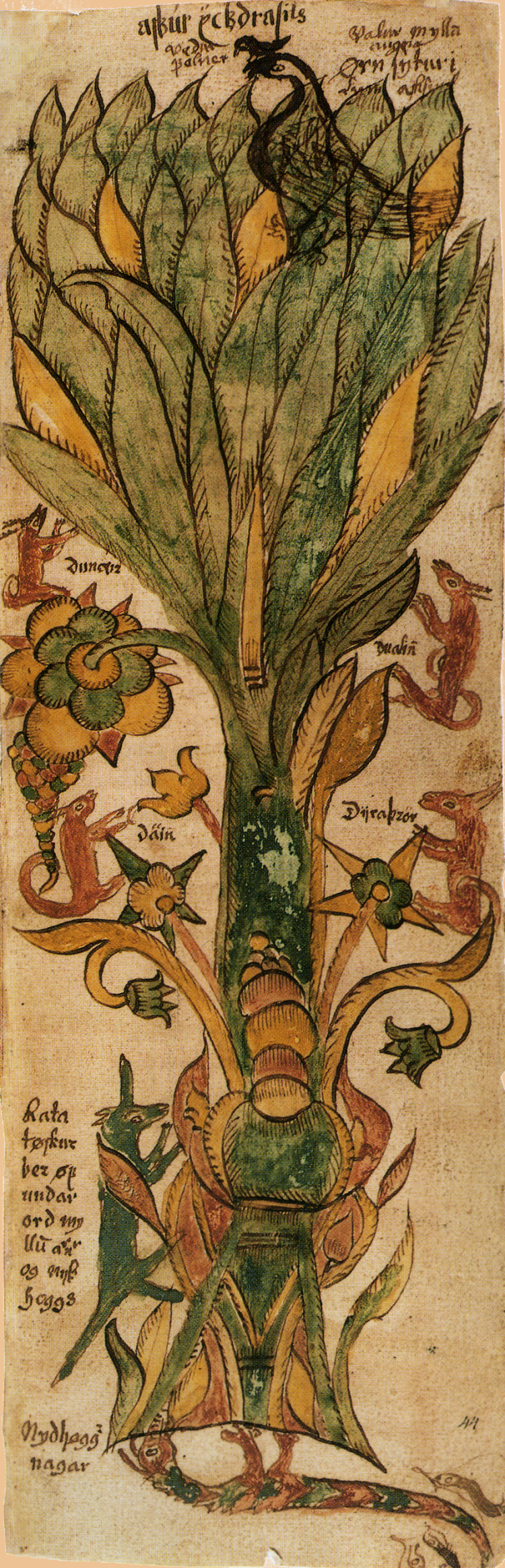
Yggdrasill